# Похищение (фильм, 2007)
«Похищение» (англ. Captivity) — фильм ужасов с элементами триллера 2007 года от режиссёра Ролана Жоффе. Премьера фильма состоялась 1 марта 2007 года. Актриса Элиша Катберт номинирована на премию «Золотая малина» как исполнительница худшей женской роли. Съёмки картины проходили в июле 2005 года на «Мосфильме».

## Сюжет
Фотомодель Дженнифер Три в клубе теряет сознание после выпитого коктейля и оказывается в замкнутом помещении, которое впоследствии оказывается подвалом частного дома. Придя в себя, она осознаёт, что похищена. Через камеры за её действиями наблюдает посторонний человек. Время от времени неизвестный издевается над ней: усыпляет и переодевает пленницу, заставляет пить странные жидкости, пытает её и её собаку. Вскоре она обнаруживает ещё одного человека, который находится за прозрачной стеной. Во время имитации казни (засыпание песком в стеклянной коробке) другой пленник чудом спасает Дженнифер. Далеко им уйти не удаётся — даже эта попытка побега предусмотрена преступником, который их удерживает. Между пленником Гэри и Дженнифер возникает любовная связь. Невидимый хозяин дома разрешает молодым людям соединиться и наблюдает за их интимной близостью по мониторам.
Полиция разыскивает пропавшую девушку и выходит на след двух братьев Декстеров, которые содержат небольшое кондитерское производство. Как оказывается, именно они и похитили девушку. Гэри Декстер всё это подстроил с тем, чтобы возбудить в девушке желание, и план удался. Теперь пора сделать то, что братья совершали с остальными пленницами — убить и уничтожить тело. Однако Гэри начал испытывать чувства к Дженифер и вместо неё убивает своего брата. Именно в этот момент в его доме появляются детективы с целью проверки. У Гэри не выдерживают нервы, он расстреливает и их. Гэри говорит Дженнифер, что якобы он был пленником дома, а убитые — те, кто их насильно удерживал. Правда вскрывается, когда Дженнифер попадаются на глаза видеозаписи пыток предыдущих жертв. Она вступает в поединок с Гэри и берёт верх. В конце фильма девушка покидает дом и уходит по улице.

## В ролях
| Актёр              | Роль                   |
| ------------------ | ---------------------- |
| Элиша Катберт      | Дженнифер Три          |
| Дэниэл Гиллис      | Гэри Декстер           |
| Пруитт Тейлор Винс | Бен Декстер            |
| Майкл Харни        | детектив Беттиджер     |
| Лаз Алонсо         | детектив Рэй Ди Сантос |
| Мэгги Дэймон       | детектив Сьюзан Ладлен |
| Реми Торн          | Бен Декстер в детстве  |